# Bataille de Droop Mountain
Guerre de Sécession
Batailles
Théâtre oriental
- Virginie-occidentale
- Manassas
  - 1re Bull Run
- 1re Virginie Septentrionale
- Burnside Expedition
- Péninsule
- Sept Jours
  - Gaines's Mill
  - Malvern Hill
- 1re Shenandoah valley
- 2de Virginie Septentrionale
  - 2de Bull Run
- Maryland
  - Antietam
- Fredericksburg
- Tidewater
- Chancellorsville
  - Chancellorsville
- Pennsylvanie
  - Gettysburg
- Bristoe
- Mine Run
- Campagne terrestre
  - Wilderness
  - Spotsylvania
  - Cold Harbor
- Bermuda Hundred
- 2de Shenandoah valley
  - Opequon
  - Cedar Creek
- Petersburg
- 1re Wilmington
- 2de Wilmington
- Appomattox
  - 3e Petersburg
  - Sayler's Creek
  - Appomattox C.H.

Théâtre occidental
- East Kentucky
- Shiloh
  - Fort Henry
  - Fort Donelson
  - Shiloh
- Kentucky
- Raid de Newburgh
  - Perryville
- Stones River
  - Murfreesboro
- Vicksburg
  - Champion Hill
  - Vicksburg
- Raid de Morgan
- Raid de Hines
- Tullahoma
- Chickamauga
- Chattanooga
- Knoxville
- Raid Forrest
- Atlanta
- Franklin-Nashville
- Savannah
- Carolines
  - Bentonville
- Raid de Wilson

Théâtre Trans-Mississippi
- Arizona confédéré
  - 1re Messilla
- Missouri
  - Wilson's Creek
- Territoire indien
- Trail of Blood on Ice
- Nouveau-Mexique
- Boston Mountains
- Pea Ridge
- 1re Texas
- Little Rock
- 2de Texas
- Camden
- Red River
- Raid de Price
- Palmito Ranch

Théâtre du bas littoral et approche du golfe
- Fort Sumter
- Blocus de l'Union
- 1re Bayou Teche
- Mississippi valley
  - Port Hudson
- Charleston
- 2de Bayou Teche
- Mobile Bay
- Mobile

La bataille de Droop Mountain est une bataille qui s'est déroulée le 6 novembre 1863 dans le comté de Pocahontas, en Virginie-Occidentale,  pendant la guerre de Sécession. Les forces confédérées engagent, mais ne réussissent pas à empêcher les forces de l'Union sous les ordres du brigadier-général W. W. Averell de lancer un raid conjoint contre les chemins de fer de la Confédération à partir d'un rendez-vous avec d'autres troupes fédérales. Droop Mountain est l'un des plus grands engagements en Virginie-Occidentale. La victoire de l'Union se traduit par l'effondrement de la résistance confédérée dans l'État.

## Contexte
Affecté au commandement de l'une des deux brigades impliquées dans le raid planifié contre les chemins de fer, Averell part vers le sud-ouest de la Virginie avec l'objectif de contester la circulation sur le chemin de fer de la Virginie et du Tennessee. La deuxième colonne, sous les ordres du brigadier-général Alfred N. Duffié, détruit les biens militaires de l'ennemi en cours de route, tandis qu'Averell teste les défenseurs confédérés.

## Bataille
Le 5 novembre 1863, Averell attaque les confédérés à Mill Point dans le comté de Pocahontas, repoussant les sudistes de leur position vers le sommet de Droop Mountain, où ils sont renforcés par une force sous les ordres du brigadier-général John Echols composée de la brigade de Patton et d'un régiment du commandement d'Albert G. Jenkins. La position confédérée est relativement forte, renforcée par des  parapets commandant la route.
Le jour suivant, Averell choisit d'attaquer. Tout au long de la matinée, la petite force confédérée d'Echols tient les hauteurs et bloque la route avec de l'artillerie. Cependant, en début d'après-midi, Averell tourne la gauche d'Echols avec son infanterie, puis envoie la cavalerie démontée dans un assaut frontal sur les principales lignes confédérées. Après un bref mais violent combat, de nombreux confédérés fuient, en jetant leurs armes et se dispersant à la recherche de sécurité. La cavalerie d'Averell continue jusqu'à la nuit, capturant plusieurs prisonniers et une grande quantité d'armes, de munitions, et de matériel. Echols rallie la plupart de sa force, mais est forcé de battre en retraite en Virginie.

## Conséquences
La force victorieuse d'Averell rejoint la brigade de Duffié, à Lewisburg , le 7 novembre. Les colonnes réunifiées de l'Union, encombrées par les prisonniers et le bétail capturé, sont hors d'état de poursuivre leur raid, mais ils ont effectivement éteint la résistance confédérée en Virginie-Occidentale.
Le site du champ de bataille est préservé et géré par la Virginie-Occidentale comme un parc d'état.
Les morts confédérés inconnus  sont enterrés dans le cimetière confédéré à Lewisburg, inscrit sur le Registre national des lieux historiques en 1987.